# Choiniec (Czaple)
Choiniec (niem. Hainwald/Haynwald/Hahnwald) – kolonia wsi Czaple w województwie dolnośląskim, w powiecie złotoryjskim, w gminie Pielgrzymka, na obszarze tzw. "Złotoryjskiego Lasu", w miejscu historycznej granicy powiatów: dawnego chojnowskiego, lwóweckiego i złotoryjskiego. W przysiółku znajdują się dwa kamienne krzyże pokutne na trasie szlaku kamiennych krzyży w Choińcu.

## Informacje
Choiniec znajduje się pomiędzy miejscowościami Bielanka, a Czaple na trasie drogi wojewódzkiej nr 364 łączącej Lwówek Śląski ze Złotoryją. W przeszłości był to punkt styku trzech powiatów: lwóweckiego, złotoryjskiego i chojnowskiego. Na jednym z leśnych parkingów zachował się kamienny słup graniczny z napisem – Grenze des Löwenberger, Goldberg, Haynauer Kreises postawiony przed 1945 rokiem. Po wojnie słup został uszkodzony i porzucony w lesie. Został odkryty w 2006 roku przez lokalnego regionalistę, odnowiony i ustawiony na parkingu wraz z tablicą informacyjną.
W centrum przysiółka, przy drodze prowadzącej do Czapli znajduje się dom oznaczony numerem 68. W jego ścianę wmurowano kamienną płytę z XV wieku, pochodzącą najprawdopodobniej z nieistniejącego kościoła zniszczonego podczas wojen husyckich. Obecnie brak jest materialnych śladów po tej świątyni.
W 2014 roku, w rejonie Choińca wytyczono ścieżkę historyczno-edukacyjno-przyrodniczą – „Szlakiem kamiennych krzyży w Czaplach-Choińcu”. Trasa liczy około 14 km i biegnie przez Złotoryjski las, przecinając się z drogą wojewódzką nr 364. Szlak umożliwia osobne przejście jego północnej i południowej części. Na trasie znajduje się siedem kamiennych krzyży uznawanych za jedno z największych i najbardziej unikalnych skupisk tego typu zabytków w Polsce.
Dla osób niemogących przebyć pełnej trasy, przygotowano alternatywę w postaci tzw. „mini-ścieżki” – repliki wszystkich siedmiu krzyży w formie miniatur. Znajduje się ona w centrum Czapli, nieopodal remizy strażackiej.